# Turkcell
Turkcell est une entreprise de télécommunications turque. Turkcell avait 34 millions de clients en septembre 2011, en étant le principal opérateur mobile de Turquie. Elle est créée en 1994. Elle opère également en Chypre du Nord via la marque Kuzey Kıbrıs Turkcell. Turkcell a également développé Yaani, un navigateur pour les téléphones portables et les ordinateurs de bureau, et également l'application de messagerie instantanée Bip.

## Histoire

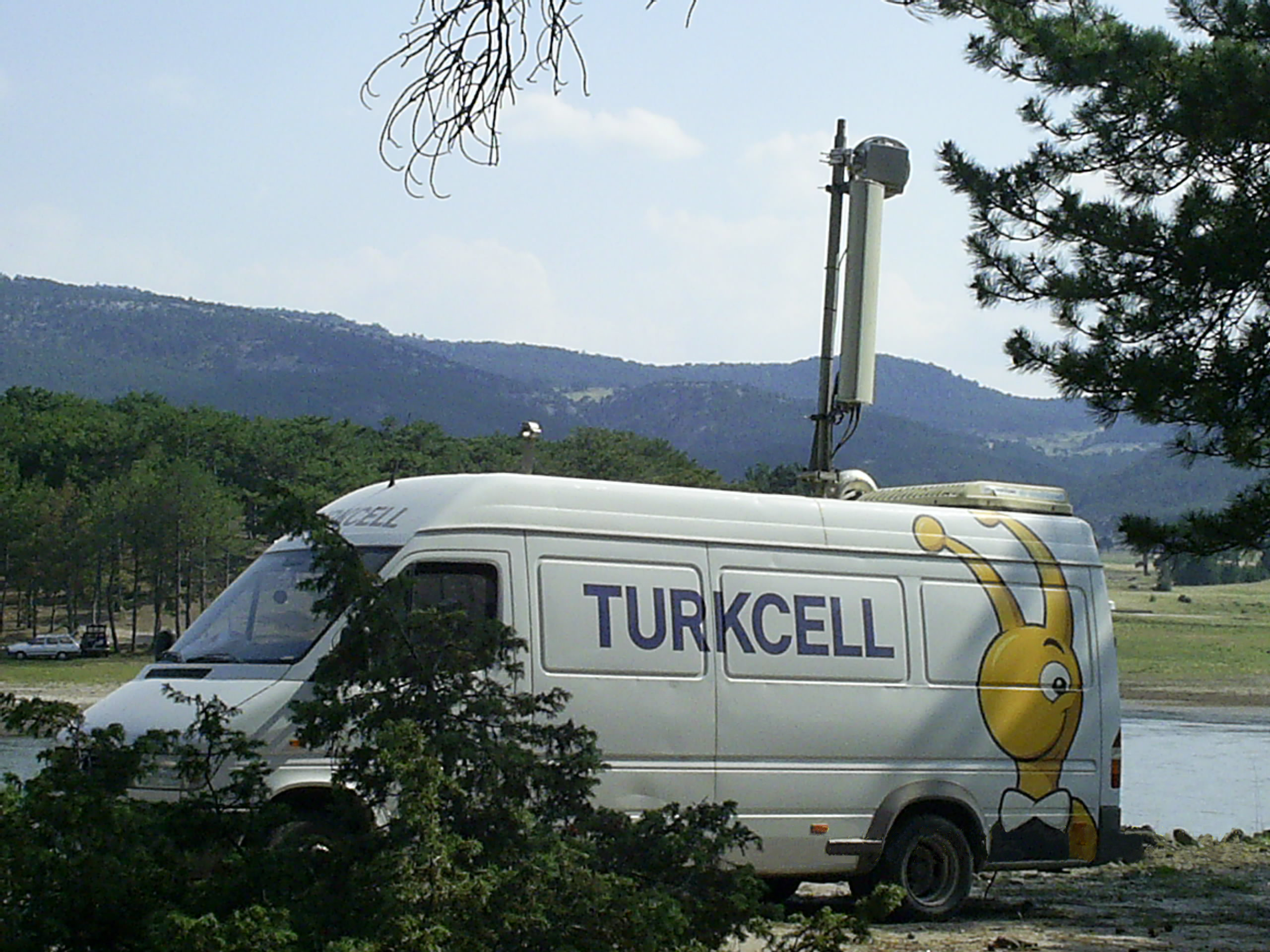
Station de base mobile de Turkcell à Seyitgazi, Kırka, en Turquie.

Turkcell a été le sponsor principal et nominatif de la première ligue de football turque, la Süper Lig, de 2005 à 2010. En mars 2016, Alfa Telecom annonce la vente de sa participation de 13,22 % dans Turkcell aux banques Cukurova et Ziraat Bank pour 2,7 milliards de dollars. En juin 2020, l'opérateur télécom suédois Telia a vendu sa participation de 47,1% dans Turkcell Holding, qui détient 51% de Turkcell, à l'entreprise publique Turkey Wealth Fund.